# Maruina pilosella
Maruina pilosella är en tvåvingeart som beskrevs av Cornelius Herman Muller 1895. Maruina pilosella ingår i släktet Maruina och familjen fjärilsmyggor. Inga underarter finns listade i Catalogue of Life.